# Pascal Behrenbruch
Pascal Behrenbruch (Offenbach am Main, 19 gennaio 1985) è un multiplista tedesco.

## Palmarès
| Anno | Manifestazione   | Sede     | Evento    | Risultato | Prestazione | Note                                     |
| ---- | ---------------- | -------- | --------- | --------- | ----------- | ---------------------------------------- |
| 2006 | Europei          | Göteborg | Decathlon | 5º        | 8209 p.     | Miglior prestazione personale stagionale |
| 2007 | Europei under 23 | Debrecen | Decathlon | Argento   | 8239 p.     | Miglior prestazione personale stagionale |
| 2009 | Mondiali         | Berlino  | Decathlon | 5º        | 8439 p.     | Miglior prestazione personale            |
| 2011 | Mondiali         | Taegu    | Decathlon | 7º        | 8211 p.     |                                          |
| 2012 | Europei          | Helsinki | Decathlon | Oro       | 8558 p.     | Miglior prestazione personale            |
| 2012 | Giochi olimpici  | Londra   | Decathlon | 10º       | 8126 p.     |                                          |
| 2013 | Mondiali         | Mosca    | Decathlon | 11º       | 8316 p.     |                                          |
| 2014 | Mondiali indoor  | Sopot    | Eptathlon | 8º        | 4983 p.     | Miglior prestazione personale stagionale |